# Raymond S. Persi
Pour les articles homonymes, voir Persi.
Raymond S. Persi (né le 17 février 1975 à Los Angeles, en Californie, aux États-Unis) est réalisateur d'épisode pour la série télévisée américaine, Les Simpson, depuis la seizième saison.
En 2010, il quitte les studios de la FOX pour rejoindre ceux de Disney en tant qu'artiste de storyboard[réf. nécessaire]. En plus d'exercer cette profession, ainsi que comédien de doublage, il co-écrira les scripts et les histoires de deux courts métrages intitulés À cheval ! et Le Festin. Il a participé au storyboard sur Les Mondes de Ralph, La Reine des neiges et Zootopie

## Filmographie

### Scénariste
- 2013 : À cheval ! scénario et histoire originale avec Lauren MacMullan, Paul Briggs et Nancy Kruse
- 2014 : Le Festin histoire originale avec Nicole Mitchell sur une idée originale de Patrick Osborne
- 2016 : Tous en scène (Consultant Créatif)
- 2018 : Le Grinch (Consultant Créatif)

### Artiste de storyboard
- 1996 : Félix le Chat : 5 épisodes
- 2001-2002 : Teacher's Pet : 4 épisodes
- 2003 : Les Simpson : 1 épisode
- 2003 : Harvey Birdman, Attorney at Law : 1 épisode
- 2012 : Les Mondes de Ralph
- 2013 : À cheval !
- 2013 : La Reine des neiges
- 2014 : Le Festin
- 2021 : Steve, bête de combat (Rumble)

### Réalisateur
- 2000 : Spike and Mike's Sick and Twisted Festival of Animation Volume 7
- 2000 : Ghost of Stephen Foster
- 2010 : Neighbours from Hell : 4 épisodes
- 2016 : Donald Trump: AC Repairman
- 2017 : Fluffy Land!
- 2021 : Extinct co-réalisateur avec David Silverman

### Animateur
- 1996-2003 : Les Simpson : 30 épisodes
- 2004 : Do Geese See God?
- 2016 : Raison, Déraison
- 2016 : Tous en scène
- 2018 : Ralph 2.0

### Autres

#### Les Simpson
| Année | Titre                           | Titre original                   | Saison | Épisode | Scénariste                          |
| ----- | ------------------------------- | -------------------------------- | ------ | ------- | ----------------------------------- |
| 2005  | Mobile Homer                    | Mobile Homer                     | 16     | 13      | Tim Long                            |
| 2005  | Voyage au bout de la peur       | The Girl Who Slept Too Little    | 17     | 2       | John Frink                          |
| 2006  | L'Histoire apparemment sans fin | The Seemingly Never-Ending Story | 17     | 13      | Ian Maxtone-Graham                  |
| 2006  | Le Vrai Descendant du singe     | The Monkey Suit                  | 17     | 21      | J. Stewart Burns                    |
| 2007  | Little Big Lisa                 | Little Big Girl                  | 18     | 20      | Don Payne                           |
| 2007  | 24 Minutes                      | 24 Minutes                       | 18     | 21      | Ian Maxtone-Graham et Billy Kimball |
| 2008  | L'Amour à la springfieldienne   | Love, Sprinfieldian Style        | 19     | 20      | Don Payne                           |
| 2008  | Fiston perdu                    | Lost Verizon                     | 20     | 2       | John Frink                          |
| 2009  | Manucure pour 4 femmes          | Four Great Women and a Manicure  | 20     | 20      | Valentina L. Garza                  |
| 2010  | La Couleur jaune                | The Color Yellow                 | 21     | 13      | Ian Maxtone-Graham et Billy Kimball |

### Acteur
- 2004 : Do Geese See God?
- 2012 : The Garcias : Joe Garcia
- 2012 : Les Mondes de Ralph : Gene et un Zombie
- 2013 : Garlan Hulse: Where Potential Lives : David
- 2013 : À cheval ! : le klaxon de la voiture de Pat Hibulaire
- 2013 : La Reine des neiges : voix additionnelles
- 2016 : Zootopie : Flash et Officier Higgins
- 2016 : Raison, Déraison : l'estomac et le moine
- 2017 : Fluffy Land! : M. Crab
- 2018 : Ralph 2.0 : Gene
- 2019 : Santa's Little Helpers : l'elf en chef
- 2021 : Extinct : Ce Type et Bobby
- 2023 : Il était une fois un studio (Once Upon a Studio) de Dan Abraham et Trent Correy : Flash